# Tulje
Tulje (cyr. Туље) – wieś w Bośni i Hercegowinie, w Republice Serbskiej, w mieście Trebinje. W 2013 roku liczyła 33 mieszkańców.